# ペトラ・パハロヴァー
ペトラ・パハロヴァー（チェコ語: Petra Pachlová, 1986年7月15日 - ）は、チェコスロバキア出身の女性、チェコの元アイスダンス選手、モデル。
2003-04年シーズンチェコフィギュアスケート選手権優勝。ISUジュニアグランプリ表彰台2回。パートナーはペトル・クノト。

## 経歴
1986年チェコスロバキア ブルノに生まれ、1991年からスケートを始める。女子シングルの選手を経て1996年にペトル・クノトとアイスダンスカップルを組む。
2000-01年シーズンからISUジュニアグランプリに参戦、2シーズン目からは全て一桁順位に入り2003年と2004年には表彰台にも登る。2003-04年シーズンにはチェコフィギュアスケート選手権に優勝しヨーロッパフィギュアスケート選手権に出場、また4シーズン世界ジュニアフィギュアスケート選手権にチェコ代表で出場した。
2004-05年シーズン終了後、学業に専念するクノトとともに引退。マサリク大学で経済学を学びつつフィギュアスケート指導者、またモデルとしても活動。2008年にはモデルコンテストiMissに参加、決勝にまで残った。

## 主な戦績
| 大会/年                   | 2000-01 | 2001-02 | 2002-03 | 2003-04 | 2004-05 |
| ------------------------- | ------- | ------- | ------- | ------- | ------- |
| 欧州選手権                |         |         |         | 19      |         |
| チェコ選手権              |         | 1 J     | 2       | 1       | 2       |
| 世界Jr.選手権             | 23      |         | 13      | 10      | 11      |
| JGPブダペスト             |         |         |         |         | 4       |
| JGPウクライナ記念         |         |         |         |         | 2       |
| JGPスケートブレッド       |         |         |         | 5       |         |
| JGPベオグラード・スパロー |         |         | 4       |         |         |
| JGPスケートスロバキア     |         |         | 4       |         |         |
| JGPソフィア杯             |         | 9       |         |         |         |
| JGPチェコスケート         | 16      | 5       |         | 3       |         |
| JGP B.シュベルター杯      | 14      |         |         |         |         |
| ロマン記念                |         |         | 1 J     |         |         |
| ユーロユースオリンピック  |         |         | 4       |         |         |

- J - ジュニアクラス

### 詳細
| 2004-2005 シーズン    |                                                          |          |          |         |           |
| 開催日                | 大会名                                                   | CD       | OD       | FD      | 結果      |
| 2005年2月28日-3月6日  | 2005年世界ジュニアフィギュアスケート選手権（キッチナー） | 13 29.40 | 12 42.28 | 9 64.01 | 11 135.69 |
| 2004年9月30日-10月3日 | ISUジュニアグランプリ ウクライナ記念（キエフ）           | 2 35.13  | 2 47.72  | 2 68.16 | 2 151.01  |
| 2004年9月2日-5日      | ISUジュニアグランプリ ブダペスト（ブダペスト）           | 3 35.09  | 4 45.45  | 4 67.10 | 4 147.64  |

| 2003-2004 シーズン   |                                                        |    |    |    |      |
| 開催日               | 大会名                                                 | CD | OD | FD | 結果 |
| 2004年2月29日-3月7日 | 世界ジュニアフィギュアスケート選手権（ハーグ）         | 4  | 4  | 10 | 10   |
| 2004年2月2日-8日     | 2004年ヨーロッパフィギュアスケート選手権（ブダペスト） | 19 | 20 | 19 | 19   |
| 2003年10月9日-12日   | ISUジュニアグランプリ スケートブレッド（ブレッド）     | 4  | 5  | 5  | 5    |
| 2003年10月2日-5日    | ISUジュニアグランプリ チェコスケート（オストラヴァ）   | 1  | 2  | 3  | 3    |

| 2002-2003 シーズン   |                                                              |    |    |    |      |
| 開催日               | 大会名                                                       | CD | OD | FD | 結果 |
| 2003年2月24日-3月2日 | 世界ジュニアフィギュアスケート選手権（オストラヴァ）         | 5  | 7  | 13 | 13   |
| 2002年11月21日-24日  | パベルロマンメモリアル ジュニアクラス（オロモウツ）          | 1  | 1  | 1  | 1    |
| 2002年10月3日-6日    | ISUジュニアグランプリ スケートスロバキア（ブラチスラヴァ）   | 2  | 4  | 6  | 4    |
| 2002年9月12日-14日   | ISUジュニアグランプリ ベオグラード・スパロー（ベオグラード） | 4  | 4  | 4  | 4    |